# Staphylococcus saprophyticus
Staphylococcus saprophyticus es un coco gram positivo, coagulasa -, anaerobio facultativo, no formador de cápsula, no formador de espora e inmóvil. Es catalasa positiva y oxidasa negativa.
Posee la enzima ureasa y es capaz de adherirse a las células epiteliales del tracto urogenital
Su hábitat normal no se conoce con exactitud.
Es causa frecuente de infecciones del tracto urinario en mujeres jóvenes -Grupo etario: 17 a 27 años- y uretritis en varones. Durante el coito puede haber un arrastre de bacterias de la vagina al tejido urinario; por lo que después del coito es muy recomendable orinar.

## Diagnóstico
- Clínico: piel
- Laboratorio: muestras y comprobación.
- La detección en orina no es suficiente para el diagnóstico.

## Tratamiento
Muchas cepas son resistentes a la penicilina.
Además son resistentes a Novobiocina
El tratamiento suele incluir Nitrofurantoína y Cotrimoxazol.
- Datos: Q1708986
- Multimedia: Staphylococcus saprophyticus / Q1708986
- Especies: Staphylococcus saprophyticus